# Отношения КНДР и Экваториальной Гвинеи
Отношения КНДР и Экваториальной Гвинеи — двусторонние дипломатические отношения между Корейской Народно-Демократической Республикой и Республикой Экваториальная Гвинея.

## История
Дипломатические отношения между государствами были установлены в 1969 году, через год после обретения Экваториальной Гвинеей независимости от Испании. Первый президент страны Франсиско Масиас Нгема возглавил один из самых жестоких режимов в Африке. Несмотря на свой антикоммунизм, он поддерживал тесные отношения с СССР и различными просоветскими государствами, среди которых видное место занимала КНДР. КНДР поддерживала Масиаса Нгему, несмотря на его идеологическую оппозицию марксизму-ленинизму.
В начале 1970-х годов Экваториальная Гвинея подписала военные, технические и экономические соглашения со многими социалистическими государствами, в том числе с КНДР. Войска Корейской народной армии также были отправлены в качестве советников в Вооруженные силы Экваториальной Гвинеи. Под влиянием Трудовой партией Кореи в июле 1971 года единственная легальная партия в Экваториальной Гвинее была переименована из «Объединенной национальной партии» в «Объединенную национальную рабочую партию».
После того, как Франсиско Масиас Нгема был свергнут и казнён своим племянником Теодоро Обианг Нгема Мбасого в 1979 году, его семья бежала в Пхеньян, где его трое детей воспитывались правительством КНДР. Одна из них, Моник, покинула КНДР в 1994 году, прожив пятнадцать лет. В 2013 году она опубликовала свои мемуары под названием «Я Моник из Пхеньяна».
В 2011 году вице-президент Верховного народного собрания КНДР Ян Хён Соп совершил четырехдневный визит в Экваториальную Гвинею. В 2013 году Теодоро Обианг Нгема Мбасого получил первую Международную премию Ким Чен Ира от северокорейской делегации. В 2016 году Ким Ён Нам посетил Экваториальную Гвинею и провёл дружеские переговоры с президентом Теодоро Обиангом.В 2018 году Экваториальная Гвинея сообщила, что разорвала экономические связи с КНДР и репатриировала северокорейских рабочих в соответствии с санкциями ООН. Однако КНДР сообщила о продолжении дружеских отношений.